# Aprilia RS 125
Aprilia RS 125 – sportowy motocykl firmy Aprilia wyposażony w dwusuwowy silnik o pojemności 125 cm³ produkowany przez austriacką firmę Rotax.

## Pierwsza generacja
Aprilia RS 125 to następca modelu AF1 125. Pierwsza edycja, produkowana w latach 1992 – 1995 otrzymała nazwę RS 125R Extrema. Zastosowano silnik Rotax 123, chłodzony cieczą i uruchamiany rozrusznikiem elektrycznym.
Do konstrukcji tego motocykla używano lekkiego aluminium oraz włókna węglowe. Model ten wyposażono nowoczesną ramę z podwójnym wahaczem. W trakcie produkcji pierwsza seria, doczekała się kilku zmian technicznych oraz restylingów, które inspirowane były zwycięstwami w sportach motorowych. Z czasem zrezygnowano z suffixu R w nazewnictwie oraz z dodatkowej nazwy Extrema. Jest to jeden z najszybszych motocykli w klasie 125. 

## Druga generacja
W 1995 roku pojawia się 2 generacja Aprilii, która otrzymuje nowy silnik, w miejsce Rotax 123 przychodzi Rotax 122 który ma zupełnie nowy alternator oraz udoskonalony system zapłonu. Wśród kilku stylizacji, pojawia się także ta o nazwie „Replica Valentino Rossi”.

## Trzecia generacja
Motocykl otrzymał zupełnie nowy wygląd, pochodzący z modelu RSV 1000R, zastosowany również w mniejszym RS 50. Stylizacja tego motocykla nawiązuje do motocykli które w owym czasie startowały w najbardziej prestiżowych wyścigach Moto GP. Ten model, poza stylizacją, otrzymał nowe hamulce i grubsze tarcze hamulcowe. Średnica tarczy nadal pozostaje w wymiarze 320mm. Ze względu na europejskie przepisy moc tego motocykla została ograniczona.
Od 2007 roku produkowane są wersje z silnikiem spełniającym normę emisji spalin Euro 2 oraz Euro 3.a

## Czwarta generacja
Motocykl ze względu na normy spalania Euro-3 otrzymał katalizator w układzie wydechowym. Jak wiadomo, aby katalizator się nie zapchał, ani by nie uległ przepaleniu, silnik musi mieć precyzyjną mieszankę paliwowo-powietrzną. Tu z pomocą przychodzi elektronika w którą wyposażono gaźnik. Zastosowano bowiem tzw. system recyrkulacji spalin z zaworkiem elektromagnetycznym odpowiedzialnym za powrót spalin do gaźnika - sterowany przez EFI, czyli nowy typ modułu zapłonowego. W odróżnieniu od poprzedniej generacji, silnik i zawór wydechowy sterowane są jednym modułem, a nie dwoma osobnymi. Dodatkowo zawór wydechowy posiada system automatycznego oczyszczania - otwiera się na wolnych obrotach regularnie co kilka sekund, aby zapobiec unieruchomieniu języka zaworu jak to bywało w poprzednich generacjach. Za wszystkie te czynności odpowiada moduł EFI - zablokowany AC29, lub odblokowany AC34. Jest to ostatnie wcielenie silnika 2T z długoletnim rodowodem o nazwie Rotax.
(Kolejne wydanie, Aprilia RS4, wyposażona została w silnik 4T, o zasadniczo innej konstrukcji.)
Mk3 i mk4 trzymały sporo udoskonaleń, między innymi nowe przednie zawieszenie od Piaggio oraz 4 tłoczkowy, radialny zacisk hamulcowy.
Jak każda RS i ta została ograniczona do 15 KM, jednak po odblokowaniu, ten motocykl może osiągnąć moc około 28 KM. To daje prędkości rzędu 160 km/h. Ten motocykl, a także poprzednie generacje z serii RS125, uznaje się za jedne z najszybszych w swojej klasie.